# 229762 Gǃkúnǁʼhòmdímà
(229762) Gǃkúnǁʼhòmdímà (designação provisória: 2007 UK126), é um corpo menor que está localizado no disco disperso, uma região do Sistema Solar. Ele possui uma brilhante magnitude absoluta de 3,5 e tem um diâmetro com cerca de 642 ± 28 km, Isto faz com que, provavelmente, o mesmo seja um planeta anão, o astrônomo Mike Brown lista este corpo celeste como um muito provável planeta anão. Sua amplitude da curva de luz é estimada em Δm=0,111 mag.

## Descoberta
229762 Gǃkúnǁʼhòmdímà foi descoberto no dia 19 de outubro de 2007 através do Observatório Palomar.

## Órbita
A órbita de 229762 Gǃkúnǁʼhòmdímà tem uma excentricidade de 0,492 e possui um semieixo maior de 73,791 UA. O seu periélio leva o mesmo a uma distância de 37,497 UA em relação ao Sol e seu afélio a 110 UA.
A sua excentricidade orbital sugere que este objeto foi gravitacionalmente espalhado sobre a sua órbita excêntrica. Ele virá ao periélio em fevereiro de 2046.

## Satélite
Foi descoberto no dia 13 de novembro de 2008 que 229762 Gǃkúnǁʼhòmdímà tem um satélite, o Gǃòʼé ǃHú, mas uma estimativa da massa ainda não foi feita. A diferença de magnitude entre o primário e o satélite é de 3,79 mag. O satélite tem um diâmetro estimado de 138 km, um semieixo maior de 6 035 ± 48 km, e um período orbital de 3,7 d.